# フユアオイ
フユアオイ（冬葵、Malva verticillata）は、アオイ科の一～二年草。中国原産。日本には食用、薬用とするために古く導入され、現在ではあまり利用されていないが、海岸等に野生化している。

## 名称
冬葵の名は、冬でも枯れない、あるいは冬でも花が咲くためとされる。
アオイ（葵）という名は、少なくとも近世以降はタチアオイを意味するが、元はフユアオイを指し、「仰(あおぐ)日(ひ)」の意味で、葉に向日性があるためという。ただし『万葉集』の時代にはすでにタチアオイの意味だったとの説もある。

## 特徴
葉は掌状で浅く切れ込む。花は径1cmほどで白または淡紅色、葉腋に固まってつき、通常は春から秋まで咲く。

## 利用
生薬および野菜として利用される。種子は生薬「冬葵子（とうきし）」として用いられ茶として飲用もされる。また葉を茹でて食べることができ、中国等では現在でも野菜としてよく利用されている。
中国や日本では変種のオカノリ（陸海苔、M. verticillata var. crispa）の葉を食用にするため栽培される。オカノリはヨーロッパ原産で、江戸時代中期に日本に渡来し「冬葵」（フユアオイ）として記録が残されている。「陸海苔」（オカノリ）の名前の由来は、葉を乾燥してあぶると海苔のように使えるということから名付けられた。食材としての旬の時期は晩春から初夏（4月 - 7月ごろ）で、軸は固いため葉を摘んで食べる。葉は茹でてお浸し、味噌汁、天ぷら、炒め物などの料理に使われ、茹でることで少しぬめりが出る。カルシウム、鉄分、ミネラルが豊富で栄養価が高い。